# Furacão Isaac (2012)
O Furacão Isaac foi um ciclone tropical mortífero e destrutivo que chegou a terra no estado americano da Luisiana durante o mês de agosto de 2012. A nona tempestade nomeada e o quarto furacão da temporada de furacões anual, Isaac se originou em 16 de agosto a partir de uma onda tropical que se movia ao largo da costa ocidental da África. Movendo-se geralmente para oeste, desenvolveu-se uma ampla área de baixa pressão junto à onda do eixo no dia seguinte, enquanto se encontrava a várias centenas de quilômetros a leste das Pequenas Antilhas no início de 21 de agosto, a perturbação desenvolveu-se para uma depressão tropical. Pouco tempo depois, o sistema se intensificou-se em uma tempestade tropical, mas inicialmente o alto cisalhamento do vento impediu uma grande alteração na força.
Ao fim de 22 de agosto, Isaac movia-se entre Guadalupe e Dominica, e, em seguida, virou-se para oeste-noroeste e entrou numa região favorável para a intensificação; ele passou pelo Haiti e Cuba com uma força de forte tempestade tropical. Uma crista de alta pressão ao norte de Isaac intensificou-se e virou-o em 26 de agosto para o ocidente sobre as Florida Keys, e depois Isaac entrou no leste do Golfo do México no dia seguinte. Seguiu-se uma intensificação gradual, em que o sistema atingiu o seu pico de intensidade, como um furacão de categoria 1, com ventos sustentados de 1 minuto de 80 mph (130 km/h), antes de fazer duas chegadas a terra firme, ambos na mesma intensidade, na costa da Luisiana durante o final da noite de 28 de agosto e nas primeiras horas da manhã de 29 de agosto, respectivamente. Uma vez no interior o sistema gradualmente enfraqueceu, mas ainda produziu uma surto generalizado de tornados no meio do país antes de dissipar-se para uma baixa logo no início de 1 de setembro.
Antes de se tornar um furacão, Isaac produziu cheias de chuva em grande parte das Antilhas Menores e a Maior. Particularmente atingidos foi a ilha de Haiti, onde 24 pessoas perderam as suas vidas. Transbordamento de rios levaram a significativas danos estruturais e muitas estradas foram lavadas, impedindo a chegada de auxílio para a área afetada. Fortes ventos e chuvas foram relatados em Cuba, mas o dano estava limitada a poucos edifícios. Na Flórida, Isaac produziu vários centímetros de chuva, levando a inundações. Ventos fortes produziram apagões de energia para milhares de pessoas, e as ondas ao longo da costa causaram erosão menores nas praias. Os efeitos mais severos da tempestade, no entanto, ocorreu em Luisiana após que a tempestade foi atualizado para a intensidade de furacão.
Os ventos sustentados de força de tempestade tropical, com rajadas de força de um furacão, causaram apagões para centenas de milhares de pessoas, e a chuva intensa levou a inundações. Muitas barragens ao longo da costa foram brevemente alagadas, embora elas não romperam completamente e foram posteriormente bombeadas para evitar o colapso. Rajadas de intensidade perto de furacão e a chuva também levou à falta generalizada de energia no vizinho estado do Mississippi, e partes do Alabama, foram registados quase 0.3 m de chuva. Como um ciclone extratropical, Isaac produziu chuvas torrenciais em Arkansas, inundando inúmeras ruas e casas, e prejudicando muitas culturas em toda a região. Ventos fortes derrubaram cabos e árvores. No geral, Isaac causou $3.11 bilhões (2012 USD) em danos e levou a 41 mortes. Apesar dos danos, o nome não foi retirado.

## História meteorológica
Uma onda tropical cruzou a costa ocidental da África entre o 15 e 16 de agosto. Mais tarde nesse mesmo dia e cedo a 17 de agosto, o sistema começou a desenvolver mais a convecção, enquanto localizava-se ao oeste de Serra Leoa. Como resultado, o Centro Nacional de Furacões (NHC) começou a monitorar o sistema no Tropical Weather Outlook (TWO). A partir de então, a sua organização deteve-se brevemente, ainda que nas primeiras horas da 18 de agosto a sua convecção sócia fez-se mais concentrada. Ao dia seguinte, a onda atingiu a "alta" probabilidade de ciclogêneses tropical. Entre começos de 19 de agosto e princípios de 21 de agosto teve uma melhora estrutural mínima apesar de que tinha aumentado a probabilidade de desenvolvimento. A 21 de agosto, o sistema tinha-se desenvolvido o suficientemente pelo que o CNH começou a emitir advertências sobre a Depressão Tropical Nove, ao mesmo tempo, a depressão se encontrava a umas 715 milhas (1 150 quilómetros) ao leste da ilhas de Sotavento, movendo para o oeste ao sul de uma grande crista. As condições foram em geral favoráveis para uma maior intensificação, com a excepção do lado nordeste da cisalhamento do vento.
Na tarde de 21 de agosto, uma missão de um caça furacões a nível de voo encontrou ventos de 51 mph (84 km/h), e sobre esta base, o NHC elevou-a de depressão a tempestade tropical Isaac. Apesar da sua intensificação, a tempestade estava desorganizada, na qual cujo centro se localizava muito ao fundo ao norte da convecção. A circulação alongou-se cedo a 22 de agosto, pelo que a tempestade começou a absorver ar mais seco em seu quadrante nordeste. Mais tarde nesse dia, a área de baixa pressão passou justo ao sul de Guadalupe e no mar do Caribe. O ar seco seguiu obstaculizando a sua convecção, ainda que Isaac gradualmente começou a organizar-se melhor.
Às 8 a. m. EDT (1200 UTC) 26 de agosto, a tempestade tropical Isaac encontrava-se a 25 milhas náuticas de 23° 30′ N, 80° 00′ O, ao redor de 135 mi (220 km) ao leste-sudeste de Key West, Flórida e a ao redor de 155 mi (245 km) ao leste de Havana Cuba. Os ventos máximos sustentados foram de 55 nós (65 mph, 100 km/h), com rajadas mais fortes. A pressão central mínima foi de 995 mbar (hPa; 29,38 InHg), e o sistema moveu-se ao oeste-noroeste a 17 nós (20 mph, 31 km/h). Os ventos da tempestade tropical estenderam-se para afora até 205 milhas (335 km) desde o centro de Isaac.

## Preparações

### Pequenas Antilhas
Depois do primeiro aviso às 09.00 UTC da 21 de agosto, um aviso de tempestade tropical foi emitido para as Ilhas Virgens Britânicas, Porto Rico e as Ilhas Virgens Americanas, bem como Saba, São Eustáquio e Sint Maarten. Ademais, um aviso de tempestade tropical entrou em vigor o Ilha de Antiga, Barbuda, Dominica, as dependências de Guadalupe, Montserrat, Ilha Nevis, Ilha de São Cristovão e a Ilha de São Martinho. Ao redor das 9:10 UTC, o Governo de Anguila emitiu um aviso de tempestade tropical para Anguilla Mais tarde nesse mesmo dia, estava efectivamente um aviso de tempestade tropical para Saba, Santo Eustáquio e São Martinho e mais tarde foi aumentada a uma alerta de tempestade tropical. Ao mesmo tempo, o Governo da França emitiu um aviso de tempestade tropical para Martinica. Cedo a 22 de agosto, o alerta de tempestade tropical para as Ilhas Virgens Britânicas, Porto Rico, e as Ilhas Virgens Americanas passou a uma aviso de tempestade tropical. Ao redor desse tempo, uma alerta de furacão foi emitida também para Porto Rico e as Ilhas Virgens dos Estados Unidos.

### Antilhas Maiores e as Bahamas
Às 0900 UTC de 22 de agosto das Governo da República Dominicana emitiu um aviso de tempestade tropical ao longo da costa norte da República Dominicana, desde a fronteira internacional com Haiti para o este da Ilha Saona. Ao mesmo tempo, uma alerta de furacão se pôs em marcha na costa sul e se estendia desde a fronteira da República Dominicana e Haiti para o este até Ilha Saona. Na Base Naval da Baía de Guantánamo, um julgamento de cinco prisioneiros, quem supostamente planearam os atentados de 11 de setembro, foi adiado porque Isaac acercava-se.
Às 10.30 UTC de 24 de agosto, o Governo da Jamaica emitiu um aviso de tempestade tropical para toda a ilha de Jamaica. Temporão ao dia seguinte, o Serviço Meteorológico das Ilhas Caimán emitiu um aviso de tempestade tropical às Ilhas Cayman. Várias horas mais tarde da 25 de agosto, interromperam-se os avisos de tempestade tropical para Jamaica e as Ilhas Caimán.

### Estados Unidos
Às 21.00 UTC de 24 de agosto, um aviso de tempestade tropical emitiu-se  para toda a Flórida ao sul de Jupiter Inlet, na costa leste e o sul de Bonita Springs, senão que também incluiu ao lago Okeechobee e os Keys da Flórida. Cedo no dia seguinte, o alerta de tempestade tropical passou a ser um aviso, enquanto nas Keys da Flórida e a parte continental desde Ocean Reef a Bonita Springs estava agora sob aviso de furacão. Mais ao norte, um aviso de tempestade tropical emitiu-se desde Jupiter a Sebastian Inlet. Mais tarde, a 25 de agosto a alerta de furacão alterou-se para um aviso, enquanto um aviso de furacão separado emitiu-se desde Golden Beach para o sul.
Isaac também propunha uma ameaça à Convenção Nacional Republicana de 2012, que se celebra em Tampa, Flórida durante a semana da 27 de agosto de 2012. De acordo com o porta-voz da Convenção Nacional Republicana James Davis, os servidores públicos tinham estado coordenando com o Serviço Secreto dos Estados Unidos, se os mais de 50 000 políticos, delegados e jornalistas requeriam de evacuação. A Convenção Nacional Republicana foi mudada a 28 de agosto de 2012 como as tempestades ameaçavam a costa de Tampa. Os preços de sumo de laranja também aumentaram devido à ameaça da tempestade na Flórida, que produz mais do 75 por cento dos cultivos de laranja nos Estados Unidos. a 25 de agosto, o governador da Flórida Rick Scott declarou o estado de emergência para o estado da Flórida antes a chegada da tempestade tropical Isaac. A Amtrak suspendeu os serviços de comboios Meteor Silver e Silver Star desde Orlando a Miami no domingo 26 de agosto.
A 25 de agosto, o presidente da Convenção Nacional Republicana de 2012 Reince Priebus anunciou que a convenção só reunir-se-ia durante um curto período de tempo a 27 de agosto e que regressaria "imediatamente até tarde de terça-feira, 28 de agosto". Ao mesmo tempo, o governador Scott anunciou que não assistiria à convenção, junto com o governador de Alabama Robert J. Bentley.

## Impacto

### Pequenas Antilhas
Em Martinica, um meteorólogo reportou pelo menos 3 polegadas (76 mm) de chuva. Uma fatalidade indireta ocorreu em Porto Rico depois de que uma mulher de 75 anos de idade, se caiu de uma varanda do segundo andar em Bayamón enquanto se preparava para a tempestade. Em Naguabo, inundações costeiras menores tinham-se traduzido no fechamento de uma estrada no mínimo. Dispersos cortes de energia generalizados foram confirmados também em todo Porto Rico.

### Antilhas maiores
Isaac atravessou ao sul da península de Haiti, provocando inundações e ao menos sete mortes. Uma mulher e um menino morreram na cidade de Souvenance, e uma menina de 10 anos morreu em Thomazeau quando uma parede caiu sobre ela, segundo o director do Escritório de Protecção Civil de Haiti. Um menino de sete anos morreu eletrocutado na cidade de Gonaives, A tempestade afectou às regiões que foram afectadas pelo sismo do Haiti de 2010. Nada menos que 5 000 pessoas foram evacuadas devido às inundações, enquanto dezenas de lojas de campanha em campos de refugiados do sismo levou-lhas o vento e ao menos 300 casas foram inundadas na barriada de Cité Soleil em Porto  Príncipe. Os Médicos Sem Fronteiras anunciaram que previam um aumento nos casos de cólera devido às inundações e se preparavam para receber a mais pacientes. O presidente Michel Martelly cancelou a sua viagem ao Japão para coordenar os esforços de resposta de emergência e visitar a residentes junto com o primeiro ministro Laurent Lamothe.
As autoridades da República Dominicana evacuaram quase 7 800 pessoas das zonas baixas, e ao menos 10 assentamentos rurais ficaram incomunicados pelas inundações. Algumas partes da capital Santo Domingo ficaram sem eletricidade durante o apogeo da tempestade. Não teve relatórios de vítimas, mas ao menos 49 moradias foram destruídas em todo o país.
O centro da tempestade cruzou a Cuba 28 milhas (45 quilómetros) ao oeste de Maisí, a ponta do extremo oriental da ilha, segundo a televisão estatal. Em Baracoa, a eletricidade foi cortada como medida preventiva, e ao menos duas casas foram destruídas pelas inundações. As autoridades anunciaram que 230 pessoas estavam em refúgios de emergência. No resort Sol Key Coco, ao oeste, os hóspedes foram removidos das habitações do primeiro andar, e as chuvas intermitentes e rajadas de ventos estavam presentes inclusive na capital Havana, a quase 560 milhas (900 quilómetros) de distância.